# Division 1A 2018/19
Die Division 1A 2018/19 war die 116. Spielzeit der höchsten belgischen Spielklasse im Männerfußball. Das Eröffnungsspiel fand am 27. Juli 2018 statt.
Der KV Mechelen stieg nach elf Spielzeiten als Tabellenletzter der Vorsaison ab. Als Meister der zweitklassigen Division 1B spielte Cercle Brügge nach drei Jahren Zweitklassigkeit wieder erstklassig.

## Saisonverlauf
Bereits zwei Spieltage vor Schluss der 1. Runde stand Sporting Lokeren als fester Absteiger fest, der KRC Genk holte seine vierte belgische Landesmeisterschaft. Mechelen wurde Meister der 2. Division und Pokalsieger, konnte so zurück in die 1. Division aufsteigen und sich für die Gruppenphase der Europa League qualifizieren.
Am 1. Juni 2019 entschied der Beschwerdeausschuss der belgischen Fußballunion, Mechelen wegen der Manipulation des Spieles KV Mechelen gegen Waasland-Beveren am 11. März 2018 in der Saison 2017/18 in der ersten Division mit der Aberkennung des Aufstieges in die erste Division zu bestrafen. Mechelen wäre in der Saison 2019/20 in der Division 1B verblieben. Außerdem darf Mechelen nicht an der Europa League teilnehmen. Anstelle von Mechelen wäre der Verlierer der Aufstiegsspiele, der KFCO Beerschot Wilrijk, in die erste Division aufgestiegen.
Gegen diese Entscheidung legte der Verein am 6. Juni 2019 Beschwerde beim belgischen Schiedsgericht für den Sport ein. Bis zu dessen Entscheidung konnte das Urteil nicht vollzogen werden. Am 10. Juli 2019 stellte das Schiedsgericht fest, dass eine Aberkennung des Aufstieges nicht zu den möglichen Sanktionen gehört. Somit spielt der KV Mechelen in der Saison 2019/20 in der Ersten Division. Zur Frage der Europapokal-Teilnahme äußerte sich das Schiedsgericht nicht.
Nachdem am 16. Juli 2019 die UEFA entschieden hatte, den KV Mechelen vorläufig als Teilnehmer an der Gruppenphase der Europa League zuzulassen, sprach das belgische Schiedsgericht für den Sport am 17. Juli 2019 sein endgültiges Urteil. Der KV Mechelen darf in die erste Division aufsteigen und erhält dort auch keinen Punktabzug. Es verbleibt aber beim Ausschluss des Vereins aus dem belgischen Pokal sowie der Europa League in der Saison 2019/20.
Am Folgetag entschied die UEFA, dass alle belgischen Vereine in der Europa League um eine Qualifikationsrunde aufrücken. Die UEFA wandte hier die Regelungen einer Lizenzverweigerung für den Europapokal an. Dadurch startet Standard Lüttich als Dritter der Play-off-Runde direkt in der Gruppenphase. Royal Antwerpen hatte als Vierter der Play-off-Runde das Europa-League-Play-off-Finale gewonnen und wäre in der 2. Qualifikationsrunde gestartet. Es startet jetzt in der 3. Qualifikationsrunde. KAA Gent rückt als nächster Verein der Abschlusstabelle (Platz 5) auf den letzten freien Platz in der 2. Qualifikationsrunde nach.

## Teilnehmer
Für die Spielzeit 2018/19 hatten sich folgende Vereine sportlich qualifiziert:
- Der Meister der Division 1A 2017/18:
  -  FC Brügge
- Die verbliebenen Mannschaften der Division 1A 2017/18:
  -  Standard Lüttich
  -  RSC Anderlecht
  -  KAA Gent
  -  Sporting Charleroi
  -  KRC Genk
  -  KV Kortrijk
  -  Royal Antwerpen
  -  SV Zulte Waregem
  -  VV St. Truiden
  -  KV Ostende
  -  Waasland-Beveren
  -  Sporting Lokeren
  -  Royal Excel Mouscron
  -  KAS Eupen
- Der Meister der Division 1B 2017/18:
  -  Cercle Brügge

## Modus
Die 16 Vereine spielten zunächst in einer Doppelrunde die reguläre Saison aus. Die Abschlusstabelle diente als Grundlage für die Qualifikation zu verschiedenen Platzierungsrunden. Der Spielplan für diese Doppelrunde wurde am 12. Juni 2018 veröffentlicht.
Die sechs bestplatzierten Vereine erreichten die Meisterschaftsrunde (Play-offs 1), die Mannschaften auf den Plätzen sieben bis fünfzehn spielten um einen möglichen internationalen Startplatz (Play-offs 2). Nach Abschluss der 30 Spieltage stieg der Tabellenletzte direkt ab, für ihn spielt der Gewinner der Aufstiegs-Play-offs der Division 1B in der kommenden Saison erstklassig.
Durch die Einführung der neuen Division 1B zur Saison 2016/17, einer professionellen, acht Vereine umfassenden zweithöchsten Spielklasse, änderte sich der Modus des Play-offs 2. Die neun auf den Tabellenrängen 7 bis 15 platzierten Mannschaften spielen das Play-off 2 zusammen mit den drei besten Vereinen (mit Ausnahme des Aufsteigers in die Pro League) aus der Division 1B aus. Die insgesamt zwölf Mannschaften werden in zwei Gruppen à sechs Vereine aufgeteilt (genannt Play-off 2A und Play-off 2B), in denen jeweils einmal gegeneinander gespielt wird. Die Gewinner dieser beiden Gruppen spielen in einem Spiel den Sieger der Play-offs 2 aus, welcher in einem weiteren Entscheidungsspiel gegen den Viert- oder Fünftplatzierten des Play-offs 1 um einen internationalen Startplatz antritt.
Zu bemerken ist auch, dass in der Meisterschaftsrunde die Hälfte der erreichten Punktzahl aus den 30 Spielen der Vorrunde übertragen wird, so dass die weiteren Begegnungen je nach Tabellensituation teilweise nur geringfügige Änderungen hervorrufen können. Die Punkte aus der 1. Runde wurden, wenn nötig, aufgerundet, jedoch bei Punktgleichheit am Ende um einen Punkt reduziert.
Im Gegensatz zu anderen Ligen, wie beispielsweise der Fußball-Bundesliga, waren die Spielpläne für die Hin- und Rückrunde nicht identisch (mit gedrehtem Heimrecht). Vielmehr wurde für die Rückrunde ein völlig anderer Spielplan erstellt.
Ebenso gibt es eine Besonderheit bei der Berechnungsgrundlage der Tabellenplatzierung bei Punktgleichheit. Ähnlich wie in einigen anderen europäischen Ligen zählt zuerst der direkte Vergleich der Siege und erst dann des Torverhältnisses.

## 1. Runde

### Tabelle
| Pl.             | Verein               | Sp. | S  | U  | N  | Tore    | Diff. | Punkte |
| --------------- | -------------------- | --- | -- | -- | -- | ------- | ----- | ------ |
| 1.              | KRC Genk             | 30  | 18 | 9  | 3  | 063:310 | +32   | 63     |
| 2.              | FC Brügge (M)        | 30  | 16 | 8  | 6  | 064:320 | +32   | 56     |
| 3.              | Standard Lüttich (P) | 30  | 15 | 8  | 7  | 049:350 | +14   | 53     |
| 4.              | RSC Anderlecht       | 30  | 15 | 6  | 9  | 049:340 | +15   | 51     |
| 5.              | KAA Gent             | 30  | 15 | 5  | 10 | 053:450 | +8    | 50     |
| 6.              | Royal Antwerpen      | 30  | 14 | 7  | 9  | 039:340 | +5    | 49     |
| 7.              | VV St. Truiden       | 30  | 12 | 11 | 7  | 047:360 | +11   | 47     |
| 8.              | KV Kortrijk          | 30  | 12 | 7  | 11 | 044:420 | +2    | 43     |
| 9.              | Sporting Charleroi   | 30  | 12 | 6  | 12 | 043:430 | ±0    | 42     |
| 10.             | Royal Excel Mouscron | 30  | 11 | 7  | 12 | 033:330 | ±0    | 40     |
| 11.             | SV Zulte Waregem     | 30  | 8  | 9  | 13 | 049:600 | −11   | 33     |
| 12.             | KAS Eupen            | 30  | 10 | 2  | 18 | 034:570 | −23   | 32     |
| 13.             | Cercle Brügge (N)    | 30  | 7  | 7  | 16 | 035:590 | −24   | 28     |
| 14.             | KV Ostende           | 30  | 6  | 9  | 15 | 029:520 | −23   | 27     |
| 15.             | Waasland-Beveren     | 30  | 5  | 12 | 13 | 037:500 | −13   | 27     |
| 16.             | Sporting Lokeren     | 30  | 5  | 5  | 20 | 028:530 | −25   | 20     |
| Stand: Endstand |                      |     |    |    |    |         |       |        |

| (M) | amtierender belgischer Meister          |
| (P) | amtierender belgischer Pokalsieger      |
| (N) | Aufsteiger der Zweiten Division 2017/18 |

### Kreuztabelle
Die Kreuztabelle stellt die Ergebnisse aller Spiele dieser Saison dar. Die Heimmannschaft ist in der linken Spalte, die Gastmannschaft in der oberen Zeile aufgelistet.
| 2018/19 Stand: Endstand | BRÜ | AND | GNT | KRC Genk | KV Ostende | SV Zulte Waregem | Standard Lüttich | Sporting Charleroi | KV Kortrijk | Cercle Brügge | Sporting Lokeren | Waasland-Beveren | VV St. Truiden | Royal Excel Mouscron | Royal Antwerpen | KAS Eupen |
| ----------------------- | --- | --- | --- | -------- | ---------- | ---------------- | ---------------- | ------------------ | ----------- | ------------- | ---------------- | ---------------- | -------------- | -------------------- | --------------- | --------- |
| FC Brügge               |     | 2:1 | 1:1 | 3:1      | 4:0        | 1:3              | 3:0              | 0:1                | 3:0         | 4:0           | 2:1              | 1:1              | 1:0            | 1:2                  | 5:1             | 5:2       |
| RSC Anderlecht          | 2:2 |     | 2:0 | 0:1      | 5:2        | 0:0              | 2:1              | 1:1                | 2:0         | 4:2           | 1:1              | 3:0              | 0:0            | 2:0                  | 1:1             | 2:1       |
| KAA Gent                | 0:4 | 1:0 |     | 1:5      | 2:1        | 1:1              | 2:1              | 2:1                | 3:1         | 4:1           | 2:1              | 4:1              | 1:2            | 1:2                  | 0:0             | 2:0       |
| KRC Genk                | 1:1 | 1:0 | 3:1 |          | 2:0        | 4:0              | 2:0              | 3:1                | 1:1         | 1:2           | 1:0              | 3:2              | 1:1            | 1:2                  | 0:0             | 2:1       |
| KV Oostende             | 1:2 | 0:2 | 0:4 | 0:2      |            | 3:1              | 1:3              | 2:1                | 1:2         | 1:1           | 1:0              | 1:1              | 1:1            | 2:1                  | 0:2             | 1:1       |
| SV Zulte Waregem        | 2:5 | 1:2 | 1:3 | 3:3      | 1:1        |                  | 3:1              | 3:1                | 0:2         | 3:2           | 2:0              | 2:2              | 1:1            | 2:2                  | 1:2             | 4:0       |
| Standard Lüttich        | 3:1 | 2:1 | 3:2 | 1:1      | 3:1        | 4:1              |                  | 0:0                | 2:1         | 0:0           | 3:1              | 4:3              | 3:2            | 1:1                  | 0:2             | 3:0       |
| Sporting Charleroi      | 2:1 | 1:2 | 2:0 | 1:1      | 1:1        | 3:2              | 0:1              |                    | 0:2         | 3:1           | 2:1              | 2:2              | 1:0            | 3:1                  | 0:1             | 1:2       |
| KV Kortrijk             | 0:0 | 1:4 | 1:2 | 3:3      | 1:2        | 4:2              | 0:2              | 1:2                |             | 2:1           | 2:1              | 2:2              | 3:1            | 1:0                  | 2:0             | 1:3       |
| Cercle Brügge           | 2:2 | 2:1 | 0:3 | 2:5      | 2:2        | 3:1              | 1:2              | 2:1                | 1:1         |               | 3:2              | 2:0              | 1:2            | 2:1                  | 0:0             | 0:1       |
| Sporting Lokeren        | 0:1 | 1:2 | 2:2 | 0:4      | 0:0        | 0:3              | 0:3              | 2:4                | 1:3         | 3:1           |                  | 1:0              | 2:0            | 0:0                  | 2:1             | 2:0       |
| Waasland-Beveren        | 2:1 | 1:2 | 2:1 | 1:2      | 1:1        | 1:1              | 0:0              | 1:1                | 2:6         | 1:1           | 2:1              |                  | 2:2            | 1:2                  | 0:1             | 0:0       |
| VV St. Truiden          | 2:2 | 4:2 | 0:2 | 2:3      | 1:0        | 2:1              | 1:1              | 3:1                | 0:0         | 0:0           | 1:1              | 2:1              |                | 3:1                  | 2:0             | 4:1       |
| Royal Excel Mouscron    | 0:1 | 3:1 | 3:1 | 0:0      | 2:1        | 0:0              | 0:0              | 3:0                | 1:0         | 3:0           | 1:0              | 0:3              | 1:1            |                      | 0:1             | 0:1       |
| Royal Antwerpen         | 1:1 | 0:1 | 2:2 | 2:4      | 2:0        | 5:1              | 1:1              | 1:2                | 0:0         | 1:0           | 2:1              | 0:2              | 1:3            | 2:1                  |                 | 2:1       |
| KAS Eupen               | 0:4 | 2:1 | 2:3 | 0:2      | 1:2        | 2:3              | 2:1              | 1:4                | 0:1         | 2:0           | 4:1              | 1:0              | 1:4            | 1:0                  | 1:2             |           |

## Platzierungsrunden
Der Spielplan für alle Play-off-Spiele wurde am 18. März 2019 veröffentlicht.

### Meisterschaftsrunde (Play-off 1)

#### Tabelle
Die Punkte aus der 1. Runde wurden halbiert und als Bonus gutgeschrieben.
| Pl. | Verein               | Sp. | S | U | N | Tore    | Diff. | Punkte | Bonus | Gesamt |
| --- | -------------------- | --- | - | - | - | ------- | ----- | ------ | ----- | ------ |
| 1.  | KRC Genk             | 10  | 6 | 2 | 2 | 019:800 | +11   | 20     | 32    | 52     |
| 2.  | FC Brügge (M)        | 10  | 7 | 1 | 2 | 019:110 | +8    | 22     | 28    | 50     |
| 3.  | Standard Lüttich (P) | 10  | 4 | 1 | 5 | 017:160 | +1    | 13     | 27    | 40     |
| 4.  | Royal Antwerpen      | 10  | 4 | 2 | 4 | 012:160 | −4    | 14     | 25    | 39     |
| 5.  | KAA Gent             | 10  | 3 | 1 | 6 | 010:150 | −5    | 10     | 25    | 35     |
| 6.  | RSC Anderlecht       | 10  | 1 | 3 | 6 | 008:190 | −11   | 06     | 26    | 32     |

#### Kreuztabelle
| 2018/19          | KRC Genk | BRÜ | Standard Lüttich | AND     | GNT | Royal Antwerpen |
| ---------------- | -------- | --- | ---------------- | ------- | --- | --------------- |
| KRC Genk         |          | 3:1 | 0:0              | 3:0     | 2:1 | 4:0             |
| FC Brügge        | 3:2      |     | 4:0              | 1:0     | 3:0 | 3:2             |
| Standard Lüttich | 1:3      | 2:0 |                  | (5:0) 1 | 2:3 | 3:1             |
| RSC Anderlecht   | 1:1      | 2:3 | 2:1              |         | 0:0 | 1:2             |
| KAA Gent         | 0:1      | 0:1 | 1:2              | 2:1     |     | 1:2             |
| Royal Antwerpen  | 1:0      | 0:0 | 2:1              | 1:1     | 1:2 |                 |

### Play-off für die Europa-League-Qualifikation (Play-off 2A und 2B)
Für diese Play-offs hatten sich folgende Mannschaften qualifiziert:
- die Mannschaften der Division 1A auf den Plätzen 7 bis 15:
  - VV St. Truiden
  - KV Kortrijk
  - Sporting Charleroi
  - Royal Excel Mouscron
  - SV Zulte Waregem
  - KAS Eupen
  - Cercle Brügge
  - KV Ostende
  - Waasland-Beveren
- der Verlierer der Aufstiegs-Play-offs der Division 1B:
  - KFCO Beerschot Wilrijk
- die Mannschaften der Division 1B auf den Plätzen 3 und 4:
  - Royale Union Saint-Gilloise
  - KVC Westerlo

Bei den Play-offs 2A und 2B begannen alle Mannschaften wieder mit null Punkten.

#### Play-off 2A

##### Tabelle
| Pl. | Verein                 | Sp. | S | U | N | Tore    | Diff. | Punkte |
| --- | ---------------------- | --- | - | - | - | ------- | ----- | ------ |
| 1.  | Sporting Charleroi     | 10  | 7 | 1 | 2 | 020:700 | +13   | 22     |
| 2.  | VV St. Truiden         | 10  | 4 | 5 | 1 | 016:130 | +3    | 17     |
| 3.  | KVC Westerlo           | 10  | 3 | 3 | 4 | 013:120 | +1    | 12     |
| 4.  | KV Ostende             | 10  | 3 | 3 | 4 | 012:150 | −3    | 12     |
| 5.  | KAS Eupen              | 10  | 3 | 2 | 5 | 009:150 | −6    | 11     |
| 6.  | KFCO Beerschot Wilrijk | 10  | 2 | 2 | 6 | 011:190 | −8    | 08     |

##### Kreuztabelle
| 2018/19                | VV St. Truiden | Sporting Charleroi | KAS Eupen | KV Ostende | KVC Westerlo | BEE |
| ---------------------- | -------------- | ------------------ | --------- | ---------- | ------------ | --- |
| VV St. Truiden         |                | 3:1                | 2:2       | 1:0        | 2:1          | 2:2 |
| Sporting Charleroi     | 2:0            |                    | 2:0       | 1:2        | 2:0          | 4:0 |
| KAS Eupen              | 1:1            | 0:1                |           | 3:2        | 0:3          | 1:0 |
| KV Ostende             | 1:1            | 2:2                | 1:2       |            | 0:3          | 2:1 |
| KVC Westerlo           | 2:2            | 0:2                | 1:0       | 0:0        |              | 1:1 |
| KFCO Beerschot Wilrijk | 1:2            | 0:3                | 2:0       | 1:2        | 3:2          |     |

#### Play-off 2B

##### Tabelle
| Pl. | Verein                      | Sp. | S | U | N | Tore    | Diff. | Punkte |
| --- | --------------------------- | --- | - | - | - | ------- | ----- | ------ |
| 1.  | KV Kortrijk                 | 10  | 8 | 0 | 2 | 026:120 | +14   | 24     |
| 2.  | Royale Union Saint-Gilloise | 10  | 6 | 2 | 2 | 024:140 | +10   | 20     |
| 3.  | Waasland-Beveren            | 10  | 4 | 1 | 5 | 017:240 | −7    | 13     |
| 4.  | SV Zulte Waregem            | 10  | 3 | 4 | 3 | 022:220 | ±0    | 13     |
| 5.  | Royal Excel Mouscron        | 10  | 2 | 2 | 6 | 019:220 | −3    | 08     |
| 6.  | Cercle Brügge               | 10  | 2 | 1 | 7 | 016:300 | −14   | 07     |

##### Kreuztabelle
| 2018/19                     | KV Kortrijk | Royal Excel Mouscron | SV Zulte Waregem | Cercle Brügge | Waasland-Beveren | Royale Union Saint-Gilloise |
| --------------------------- | ----------- | -------------------- | ---------------- | ------------- | ---------------- | --------------------------- |
| KV Kortrijk                 |             | 3:1                  | 4:2              | 4:0           | 2:1              | 0:1                         |
| Royal Excel Mouscron        | 2:3         |                      | 3:0              | 2:3           | 2:4              | 0:2                         |
| SV Zulte Waregem            | 0:5         | 2:2                  |                  | 6:2           | 0:0              | 2:1                         |
| Cercle Brügge               | 1:2         | 0:3                  | 3:3              |               | 3:2              | 2:3                         |
| Waasland-Beveren            | 2:3         | 2:1                  | 0:5              | 2:1           |                  | 3:2                         |
| Royale Union Saint-Gilloise | 2:0         | 3:3                  | 2:2              | 3:1           | 5:1              |                             |

## Play-off 2-Finale
Die beiden Tabellenersten von Play-off 2A und 2B spielten gegeneinander. Dabei hatte der Verein Heimrecht, der in der regulären Phase den höheren Tabellenplatz belegte.
| Datum                          |             | Ergebnis |                    |
| ------------------------------ | ----------- | -------- | ------------------ |
| Mi., 22. Mai 2019 um 20:30 Uhr | KV Kortrijk | 1:2      | Sporting Charleroi |

## Europa-League-Play-off
Es spielten der Vierte aus Play-off 1 (mit Heimrecht) und der Sieger des Play-offs 2 gegeneinander.
| Datum                          |                 | Ergebnis |                    |
| ------------------------------ | --------------- | -------- | ------------------ |
| So., 26. Mai 2019 um 14:30 Uhr | Royal Antwerpen | 3:2      | Sporting Charleroi |

Nach der Sperre von Pokalsieger KV Mechelen nimmt der Sieger an der 3. Qualifikationsrunde zur Europa League 2019/20 teil.

## Gouden Stier
Der Gouden Stier (deutsch goldener Stier) wurde an den besten Torschützen der Saison vergeben. Die Treffer der Play-off 2-Finalspiele flossen nicht mit in die Statistik ein. Nach den erzielten Toren dienten eine geringere benötigte Spielzeit, anschließend die Anzahl der Torvorlagen und schließlich die geringere Anzahl von Toren durch Strafstöße als Platzierungsgrundlagen.
| Pl. | Spieler            | Mannschaft         | Tore |
| --- | ------------------ | ------------------ | ---- |
| 01. | Hamdi Harbaoui     | SV Zulte Waregem   | 25   |
| 02. | Mbwana Samatta     | KRC Genk           | 23   |
| 03. | Ivan Santini       | RSC Anderlecht     | 16   |
| 04. | Victor Osimhen     | Sporting Charleroi | 16   |
| 05. | Daichi Kamada      | VV St. Truiden     | 15   |
| 06. | Felipe Avenatti    | KV Kortrijk        | 15   |
| 07. | Leandro Trossard   | KRC Genk           | 14   |
| 08. | Théo Bongonda      | SV Zulte Waregem   | 14   |
| 09. | Hans Vanaken       | FC Brügge          | 14   |
| 10. | Ruslan Malinowskyj | KRC Genk           | 13   |